# Ktery
Ktery – wieś w Polsce położona w województwie łódzkim, w powiecie kutnowskim, w gminie Krzyżanów.
Prywatna wieś szlachecka która od początku XVI w. wchodziła w skład klucza majątku rodziny Szamowskich h. Prus I.
W latach 1975−1998 miejscowość administracyjnie należała do województwa płockiego.